# Jasmine Mian
Jasmine Mian (31 de diciembre de 1989) es una luchadora canadiense de lucha libre. Participó en dos Campeonatos Mundiales, logró la 9.ª posición en 2015. Obtuvo dos medallas en Campeonatos Panamericanos, de oro en 2016. Ganadora de la medalla de bronce en los Juegos de la Mancomunidad de 2014. Representó a su país en la Copa del Mundo en 2013 consiguiendo un 3.º puesto. Tercera en los Juegos de la Francofonía de 2013. Primera en el Campeonato Mundial Universitario de 2014.